# Tomas Diederichsen
Tomas Diederichsen, född 16 maj 1979, är en svensk kock. Han vann tävlingen Årets kock 2011. 2007 vann han Årets Köttkock och 2009 var han finalist i Årets kock. Driver Restaurang Varvet sedan 2017 tillsammans med sambo Klara Möller Norén.